# ماري هوتون (ناشطة)
ماري هوتون (بالإنجليزية: Mary Hutton)‏ هي ناشِطة أسترالية، ولدت في 1939.

## وصلات خارجية
- الموقع الرسمي